# 動力学
動力学（どうりきがく、英語: dynamics）は、物理学における古典物理学の一つの分野で、物体の動作における力の影響を扱うものである。
もとは力学 の一部から力の要因を考慮するものとしないもの（運動学、kinematics）とに区別され、後に力の要因を考慮する力学から平衡状態を扱う静力学（statics）と非平衡状態をあつかう動力学へ区別された。量子力学においては、動力学は量子電磁力学や量子色力学のように、どのように力が量子化されているか、という形で取り扱われている。

## 分野
- 剛体力学
- 軟体力学
- 流体力学
  - 水理学
  - 気体力学
    - 航空力学

## 基本原理
- 変分原理とオイラー＝ラグランジュ方程式
- 二体問題
- 運動学における剛体
- 振動
- ハミルトンの正準方程式
- 正準変換(Canonical transformation)
- ハミルトン–ヤコビ方程式

## その他の基本的な工学的事項
- 抵抗回路
- 金融工学
- 流体力学
- 熱伝導
- 材料工学
  - 材料強度学
- 静力学
- 熱力学